# Nuralagus
Nuralagus або гігантський меноркський кролик — викопний рід зайцевих. Відомий один вид, N. rex, описаний в 2011 році. Він мешкав на острові Менорка з мессінського віку верхнього міоцену по середину пліоцену (5-3 млн років тому). Він вимер, коли Майорка і Менорка об'єднались в один острів, що дозволило балеарському козлу (Myotragus) зайняти його екологічну нішу.

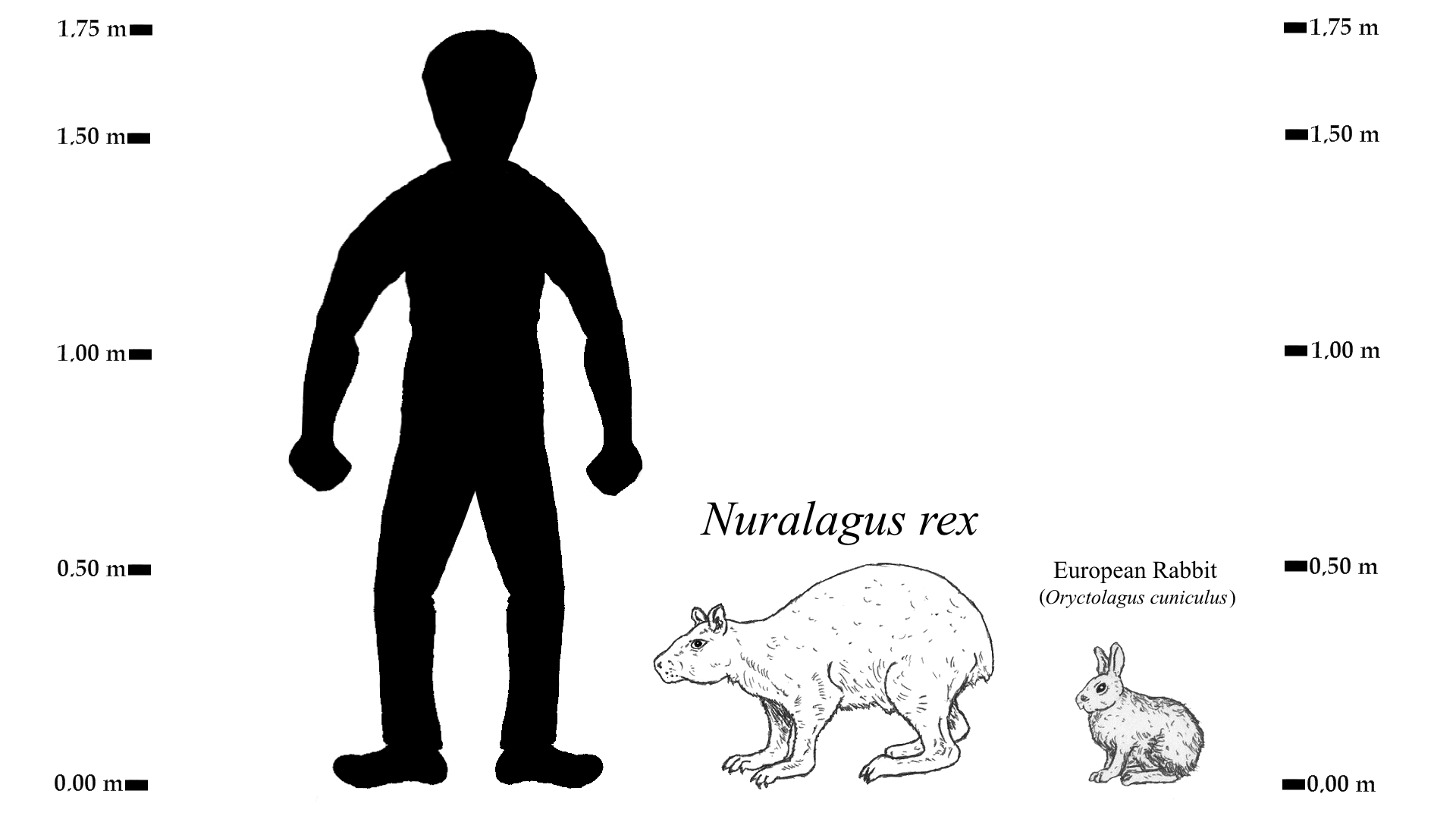
Розміри Nuralagus в порівнянні з європейським кролем і людиною.

Родова назва Nuralagus походить від фінікійської назви Менорки Nura і дав-гр λᾰγώς, тобто заєць. Видова назва — від лат. rex (цар).

## Опис
Nuralagus rex є найбільшим з відомих зайцеподібних. Він важив в шість разів більше за сучасного європейського кроля (Oryctolagus cuniculus) і міг досягати 23 кг (хоча в середньому важив близько 12 кг). Його розмір був обумовлений правилом Фостера, також відомим, як «острівний ефект». Череп ссавця був відносно невеликий, він мав маленькі вуха. короткі лапи і короткий, прямий і негнучкий хребетний стовп, що сильно відрізнявся від хребта сучасних зайцеподібних. Також у тварини були короткі ребра і вузькі груди: ці особливості вказують на значно понижену здатність поглинати кисень.

## Поширення
Всі відомі скам'янілості були знайдені на північному заході острова Майорка.

## Палеобіологія
Дослідження скелету тварини дають всі підстави припускати, що цей вид, на відміну від континентальних кролів, повільно пересувався і не міг стрибати. Великі і сильно зігнуті фаланги пальців вказують на здатність рити.

## Еволюція
Nuralagus rex заселив територію, відому нам як острів Мальорка, під час Мессінського піку солоності 5,3 млн років тому. Під час цієї події висихання Середземного моря з'єднало острів з материковою частиною Іспанії, дозволивши предкам нуралагуса заселити нові землі. Пізніше Занклійський потоп підвищив рівень Середземного моря, ізолювавши кролів на Мальорці.
Найближчим родичем Nuralagus, найімовірніше, є Pentalagus furnessi, що мешкає на островах Анамі в Японії.